# 國立臺灣大學橄欖球校隊
國立臺灣大學橄欖球校隊， 簡稱台橄、臺大橄欖球校隊。1942年正式成立為臺大橄欖球隊，1946年第一屆球隊隊員畢業。

## 隊史
台大橄欖球隊在1942年前稱為水牛隊，成立於學校回歸政府管轄之前，並代表台大參與台灣各地的重要賽事，球隊成員多由醫科學生組成。1942年後，正式成立台大橄欖球校隊，並於1946年產生第1屆畢業隊員。